# Župnija Babno Polje
Župnija Babno Polje je rimskokatoliška teritorialna župnija Dekanije Cerknica Nadškofije Ljubljana. 

## Sakralni objekti
- župnijska cerkev sv.Nikolaja.

Vsak božič so v Babnem Polju postavljene jaslice, ki jih naredijo Magda Mrvoš, Fanika Vesel, Darko Vesel, Frančiška Veber, Dušan Poje in Nino Bajec. Pri tem pomagajo tudi drugi vaščani Babnega Polja. Jaslice so na ogled od 25. decembra do 6. januarja. 

## Zgodovina
Ker je naselje Babno Polje od Starega trga oddaljeno 14 kilometrov, so si vaščani že dolgo želeli svojega duhovnika. 16. maja 1806 je Občina Novo Babno Polje (Neu Wabenfeld Gemeinde) prosila škofijski ordinariat za lastnega dušnega pastirja. Prošnjo so utemeljili s tem, da je pozimi do župnijske cerkve in nazaj šest do sedem ur hoda, zato je že dosti ljudi umrlo brez poslednjih zakramentov in otrok brez krsta. Poleti da so hude poplave, pozimi pa zaradi visokega snega ne morejo pokopavati mrličev, tudi šest dni so že čakali, da se je vreme izboljšalo. Grof Lichtenberg je dal zgraditi lepo okrašeno cerkev svetega Nikolaja in tudi za prostrano pokopališče je hotel prispevati. Ker so bili v Župniji Lož štirje duhovniki, so prosili, da bi enega dobili oni. Prošnjo je spisal Jožef Zajc, cesarski davkar. Podkrižali so se: Bernard Ožbald, Matevž Lipouc, Matija Troha, Matija Mlakar, Urban Lipouc, Andrej Mlakar, Jurij Pintar in Jakob Mlakar.

Čez štirinajst dni je škofijska pisarna odgovorila, da prošnji še ne morejo ustreči, ker je premalo duhovnikov. Vaščani naj se povežejo s kaplani v Starem trgu, da bi odstopili del bere (žita) lokalnemu kaplanu v Starem Babnem Polju (Prezidu), če bi ta prevzel dušno pastirstvo v tej vasi. Ob vizitaciji 20. junija 1810 so zastopniki vasi v Starem trgu spet prosili škofa Antona Kavčiča za lastnega duhovnika. Škof jim je obljubil, da se bo pogovoril s starotrškimi kaplani. Ti so bili pripravljeni odstopiti nekaj bere hrvaškemu lokalnemu kaplanu v Starem Babnem Polju, če bi duhovno oskrboval Babno Polje. Vendar duhovniki iz Prezida niso dušnega pastirstva v Babnem Polju opravljali redno, ampak samo v nujnih primerih.
Tako je bil 20. marca 1754 na čabranskem pokopališču pokopan Gregor Troha iz Babnega Polja, ker ga zaradi velikega snega niso mogli prepeljati v starotrško župnijo. Zanimivo je, da je bil eden od kuratov na Križni gori, Anton Mlakar, iz Babnega Polja (župnik Kanduč je leta 1923 zapisal, da domačini še vedo, da je bil rojen v hiši številka 4, po domače pri Županovih) krščen 27. maja 1760 v Prezidu, ker je bila nevarnost, da bo umrl; in vendar je mož dočakal skoraj 82 let. Krstil ga je glagoljaš Mihael Rede, ki je bil prej prav tako kurat na Križni gori.
Prvi samostojni dušni pastir Jožef Grahek je takole zapisal v kroniko: 
Vas Babno Polje je podružnica starotrške župnije. Ker je bila pozimi zaradi velikih snežnih zametov pot v Stari trg nevarna, so prišli do spoznanja, da bi bilo dobro v Babnem Polju ustanoviti lokalijo. Ko je ob kanonični vizitaciji leta 1827 ljubljanski škof Wolf obiskal tudi babnopoljsko cerkev sv. Nikolaja, je naročil tedanjemu starotrškemu župniku in dekanu Gregorju Jerebu, naj pripravi vse potrebno za ustanovitev tukajšnje lokalije. Leta 1829 je bila ustanovljena samostojna lokalija Babno Polje, dne 14. oktobra 1830 pa je bil podpisani Jožef Grahek postavljen za prvega babnopoljskega lokalnega kaplana brez odvisnosti od prejšnje starotrške župnije.
V babnopoljskem župnijskem arhivu se je ohranil zapisnik z datumom 25. oktobra 1827 o ustanovitvi lokalne kaplanije. V navzočnosti enainpetdesetih hišnih gospodarjev iz Babnega Polja so listino napisali v snežniškem gospostvu; pisana je v nemščini.
Najprej je bilo ugotovljeno, da so vaščani 10. junija 1827 zaprosili škofijski ordinariat v Ljubljani, da naj v Babnem Polju ustanovi lokalno kaplanijo z lastnim duhovnikom. V prošnji so obljubili, da bodo postavili primerno župnijsko hišo in poskrbeli za vzdrževanje duhovnika.
Vsi hišni gospodarji so soglašali, da bodo vsako leto za duhovnika skupno zbrali šestinštirideset goldinarjev in bero, ki jo starotrškim kaplanom že tako dajejo: štirideset mernikov pšenice, prav toliko mešanega žita in trideset mernikov ovsa. Ker cerkev v Babnem Polju ni imela premoženja, so se prav tako vsi zavezali, da bodo poravnali stroške za vzdrževanje večne luči ter za nakup mašnih plaščev, svetih posod in cerkvene obleke. Prav tako so obljubili, da bodo prispevali za stroške razsvetljave med bogoslužjem, za kadilo, mašno vino s hostijami, dalje za izdelavo novega krstnega kamna in pripravo novega pokopališča. Stroški vzdrževanja večne luči skozi vse leto so znesli 15 goldinarjev, razsvetljava pri bogoslužju je stala 16 goldinarjev, kadila je šlo za goldinar in 20 krajcarjev, za mašno vino in hostije se je izdalo tri goldinarje, trideset krajcarjev, pranje cerkvenih oblek pa je čez vse leto veljalo dva goldinarja. Vse to je stalo 37 goldinarjev, 50 krajcarjev.
Za mašne plašče so predvideli 150 goldinarjev, za obleke 35 in za svete posode 200 goldinarjev, skupaj 385 goldinarjev. Cerkvene posode so predvideli rabljene, ker bi bile nove dražje. Brez teh reči in priprav ni bilo mogoče ustanoviti nove lokalne kaplanije. Ker je imel mežnar le 13 goldinarjev letnega dohodka, so sklenili, da mu bo treba dohodke zvišati. V zapisniku je ugotovitev, da bo lokalni kaplan dobival denarno podporo tudi iz verskega sklada. Ugotovili so tudi, "da se samo po sebi razume, da snežniško gospostvo kot patron ne bo dolžno skrbeti za vzdrževanje cerkvene strehe". Vaščani so se zavezali, da bodo cerkveno streho vzdrževali sami. Pod zapisnik so se podpisali starotrški dekan Gregor Jereb, kaplana Frančišek Križaj in Lovrenc Rant ter predstavnik svetne oblasti Krištof Gesner (kakšno službo je opravljal, se ne da ugotoviti), hišni gospodarji pa so se vsi podkrižali.
Zgornja komisija je ugotovila, da vasi Poljane in Babna Polica ostaneta pri matični župniji. Že zdavnaj se je odločalo, da se bo v Babnem Polju ustanovila samostojna kaplanija. V Babnem Polju je z Bukovico 408 duš. Vaščani imajo do farne cerkve svetega Jurija dve uri in pol hoda, do zadnje hiše na meji s Hrvaško pa je še pol ure. Poleg oddaljenosti loči Babno Polje od Loške doline tudi gorska veriga z ostrim podnebjem, da je v zimskem času zaradi velikih zametov pot večkrat dalj časa neprehodna. Otroci ostanejo zato dalj časa nekrščeni in mrliči nepokopani. Treba je tudi omeniti, da se je pred dvanajstimi leti pozimi več otrok izgubilo, ko so šli v župnijsko cerkev k verouku. Le slučajno so jih našli ljudje, ki so šli tam mimo, in jih rešili smrti. Vaščani so trdili, da je bilo več primerov, ko so morali zaradi hude zime pokojnikovo truplo zadržati doma, dokler ni bila pot prehodna.
Bero so vaščani že tako oddajali kaplanom, zanaprej jo bodo novemu župniku. Vrednost žitne bere je 78 goldinarjev, 30 krajcarjev, štolnina znese 5 goldinarjev, 35 krajcarjev, 46 hiš pa bo letno prispevalo po 1 goldinar v denarju. Letni župnikovi dohodki od soseske so bili predvideni na 130 goldinarjev.
Drugi zapisnik je iz leta 1831. V njem so zbrane obveze 51 hišnih gospodarjev v zvezi z ustanovitvijo nove lokalne kaplanije. Vseh 44 kmetov se je obvezalo, da bo dajalo vsakokratnemu lokalnemu kaplanu (župniku) v Babnem Polju bero, kot jo že dajejo starotrškim kaplanom, in sicer eno vedro (Schöfel) pšenice, eno vedro mešanega žita in eno vedro ovsa, kar znese 18/32 dunajskega mernika. Dalje bo vsaka hiša dajala letno en goldinar in četrt dunajskega sežnja 27 col dolgih bukovih cepanic za kurjavo. Sedem kajžarjev se je obvezalo, da bo vsaka hiša dala en goldinar in 3/10 sežnja bukovih drv.
Prav tako se je vsak gospodar zavezal, da bo v župniji pomagal z delom pri popravilu cerkve, kolikor že ni bil prej dolžan. Za jamstvo je dal vsak svojo zemljo – namreč hišo po urbarju. Pod to besedilo se je vsak gospodar podpisal. V resnici so se vsi podkrižali razen kajžarja Jožefa Klimpta s hišne številke 51, ki se je edini podpisal.
Na koncu vsakega lista je gospostvo Paravić potrdilo, da je imenovano posestvo vpisano v zemljiško-intabulacijsko knjigo pod določeno številko. Na vsak list je pritisnjen tudi pečat gospostva: "Polikarp Paravic von Scubar gut Neue Babenfeld" ("Polikarp Paravić od Čabra gospostvo Novo Babno Polje").